# Lagkagekomik
Lagkagekomik  er betegnelsen for en primitiv form for komik, baseret på overdreven klodsethed, uheld og pinlige optrin, for eksempel at de medvirkende kaster lagkager i hovedet på hinanden.
| Sprog | Spire Denne artikel om sprog er en spire som bør udbygges. Du er velkommen til at hjælpe Wikipedia ved at udvide den. |